# Lieja-Bastoña-Lieja 2023
La 109.ª edición de la clásica ciclista Lieja-Bastoña-Lieja fue una carrera en Bélgica que se celebró el 23 de abril de 2023 con inicio y final en la ciudad de Lieja, con un recorrido de 258,1 kilómetros.
La carrera, además de ser la tercera clásica de las Ardenas, formó parte del UCI WorldTour 2023, siendo la decimonovena carrera de dicho circuito del calendario ciclístico de máximo nivel mundial. El vencedor fue el belga Remco Evenepoel del Soudal Quick-Step y estuvo acompañado en el podio por el británico Thomas Pidcock del INEOS Grenadiers y el colombiano Santiago Buitrago del Bahrain Victorious.

## Recorrido
La Lieja-Bastoña-Lieja disponía de un recorrido total de 258,1 kilómetros similar con la edición anterior, la carrera iniciaba en el municipio francófono de Lieja en Bélgica, muy cerca de las fronteras con Alemania y Luxemburgo, siguiendo un recorrido con 11 cotas a través de toda la provincia de Lieja y la municipalidad de Bastoña dentro de la región de Valonia para finalizar nuevamente en Lieja.

## Equipos participantes
Tomaron parte en la carrera 25 equipos: 18 de categoría UCI WorldTeam y 7 de categoría UCI ProTeam. Formaron así un pelotón de 175 ciclistas de los que acabaron 113. Los equipos participantes fueron:
| WorldTeams (18)- AG2R Citroën Team - Alpecin-Deceuninck - Astana Qazaqstan Team - Bahrain Victorious - Bora-Hansgrohe - Cofidis - EF Education-EasyPost - Groupama-FDJ - Ineos Grenadiers - Intermarché-Circus-Wanty - Jumbo-Visma - Movistar Team - Soudal Quick-Step - Arkéa-Samsic - Team DSM - Team Jayco AlUla - Trek-Segafredo - UAE Team Emirates ProTeams (7)- Bingoal WB - Equipo Kern Pharma - Israel-Premier Tech - Lotto Dstny - Team Flanders-Baloise - TotalEnergies - Uno-X Pro Cycling Team |
| |

## Clasificación final
- La clasificación finalizó de la siguiente forma:[5]

| \| Clasificación general \| Clasificación general \| Clasificación general \| Clasificación general \| Clasificación general \| \| Ciclista \| Ciclista \| Equipo \| Tiempo \| \| \| --------------------- \| ---------------------- \| ------------------------ \| --------------------- \| --------------------- \| \| 1.º \| Remco Evenepoel \| Soudal Quick-Step \| 6 h 15 min 49 s \| \| \| 2.º \| Thomas Pidcock \| Ineos Grenadiers \| + 1 min 06 s \| \| \| 3.º \| Santiago Buitrago \| Bahrain Victorious \| + 1 min 06 s \| \| \| 4.º \| Ben Healy \| EF Education-EasyPost \| + 1 min 08 s \| \| \| 5.º \| Valentin Madouas \| Groupama-FDJ \| + 1 min 24 s \| \| \| 6.º \| Guillaume Martin \| Cofidis \| + 1 min 25 s \| \| \| 7.º \| Tiesj Benoot \| Jumbo-Visma \| + 1 min 37 s \| \| \| 8.º \| Patrick Konrad \| Bora-Hansgrohe \| + 1 min 48 s \| \| \| 9.º \| Mattias Skjelmose \| Trek-Segafredo \| + 1 min 48 s \| \| \| 10.º \| Marc Hirschi \| UAE Team Emirates \| + 1 min 48 s \| \| \| 11.º \| Maxim Van Gils \| Lotto Dstny \| + 1 min 48 s \| \| \| 12.º \| Michael Woods \| Israel-Premier Tech \| + 1 min 48 s \| \| \| 13.º \| Giulio Ciccone \| Trek-Segafredo \| + 1 min 48 s \| \| \| 14.º \| Pavel Sivakov \| Ineos Grenadiers \| + 1 min 48 s \| \| \| 15.º \| Romain Bardet \| Team DSM \| + 1 min 48 s \| \| \| 16.º \| Ion Izagirre \| Cofidis \| + 1 min 48 s \| \| \| 17.º \| Laurens De Plus \| Ineos Grenadiers \| + 2 min 02 s \| \| \| 18.º \| Aurélien Paret-Peintre \| AG2R Citroën Team \| + 2 min 02 s \| \| \| 19.º \| Simone Velasco \| Astana Qazaqstan Team \| + 2 min 13 s \| \| \| 20.º \| Lorenzo Rota \| Intermarché-Circus-Wanty \| + 2 min 13 s \| \| |                        |                          |                 |
| |                        |                          |                 |
| Fuente: ProCyclingStats |                        |                          |                 |
| Clasificación general |                        |                          |                 |
| Ciclista | Ciclista               | Equipo                   | Tiempo          |
| 1.º | Remco Evenepoel        | Soudal Quick-Step        | 6 h 15 min 49 s |
| 2.º | Thomas Pidcock         | Ineos Grenadiers         | + 1 min 06 s    |
| 3.º | Santiago Buitrago      | Bahrain Victorious       | + 1 min 06 s    |
| 4.º | Ben Healy              | EF Education-EasyPost    | + 1 min 08 s    |
| 5.º | Valentin Madouas       | Groupama-FDJ             | + 1 min 24 s    |
| 6.º | Guillaume Martin       | Cofidis                  | + 1 min 25 s    |
| 7.º | Tiesj Benoot           | Jumbo-Visma              | + 1 min 37 s    |
| 8.º | Patrick Konrad         | Bora-Hansgrohe           | + 1 min 48 s    |
| 9.º | Mattias Skjelmose      | Trek-Segafredo           | + 1 min 48 s    |
| 10.º | Marc Hirschi           | UAE Team Emirates        | + 1 min 48 s    |
| 11.º | Maxim Van Gils         | Lotto Dstny              | + 1 min 48 s    |
| 12.º | Michael Woods          | Israel-Premier Tech      | + 1 min 48 s    |
| 13.º | Giulio Ciccone         | Trek-Segafredo           | + 1 min 48 s    |
| 14.º | Pavel Sivakov          | Ineos Grenadiers         | + 1 min 48 s    |
| 15.º | Romain Bardet          | Team DSM                 | + 1 min 48 s    |
| 16.º | Ion Izagirre           | Cofidis                  | + 1 min 48 s    |
| 17.º | Laurens De Plus        | Ineos Grenadiers         | + 2 min 02 s    |
| 18.º | Aurélien Paret-Peintre | AG2R Citroën Team        | + 2 min 02 s    |
| 19.º | Simone Velasco         | Astana Qazaqstan Team    | + 2 min 13 s    |
| 20.º | Lorenzo Rota           | Intermarché-Circus-Wanty | + 2 min 13 s    |

## Ciclistas participantes y posiciones finales
Convenciones:
- AB: Abandono
- FLT: Retiro por llegada fuera del límite de tiempo
- NTS: No tomó la salida
- DES: Descalificado o expulsado

## UCI World Ranking
La Lieja-Bastoña-Lieja otorgó puntos para el UCI World Ranking para corredores de los equipos en las categorías UCI WorldTeam, UCI ProTeam y Continental. Las siguientes tablas son el baremo de puntuación y los diez corredores que obtuvieron más puntos:
| Posición   | 1.º | 2.º | 3.º | 4.º | 5.º | 6.º | 7.º | 8.º | 9.º | 10.º | 11.º | 12.º | 13.º | 14.º | 15.º | 16.º-20.º | 21.º-30.º | 31.º-50.º | 51.º-55.º | 56.º-60.º |
| Puntuación | 800 | 640 | 520 | 440 | 360 | 280 | 240 | 200 | 160 | 135  | 110  | 95   | 85   | 65   | 55   | 50        | 30        | 15        | 10        | 5         |

| Clasificación |                          |                       |        |
| Posición      | Ciclista                 | Equipo                | Puntos |
| ------------- | ------------------------ | --------------------- | ------ |
| 1.º           | Remco Evenepoel          | Soudal Quick-Step     | 800    |
| 2.º           | Thomas Pidcock           | INEOS Grenadiers      | 640    |
| 3.º           | Santiago Buitrago        | Bahrain Victorious    | 520    |
| 4.º           | Ben Healy                | EF Education-EasyPost | 440    |
| 5.º           | Valentin Madouas         | Groupama-FDJ          | 360    |
| 6.º           | Guillaume Martin         | Cofidis               | 280    |
| 7.º           | Tiesj Benoot             | Jumbo-Visma           | 240    |
| 8.º           | Patrick Konrad           | Bora-Hansgrohe        | 200    |
| 9.º           | Mattias Skjelmose Jensen | Trek-Segafredo        | 160    |
| 10.º          | Marc Hirschi             | UAE Emirates          | 135    |